# 5 декември
5 декември е 339-ият ден в годината според григорианския календар (340-и през високосна). Остават 26 дни до края на годината.

## Събития
- 1492 г. – Христофор Колумб става първия европеец, който стъпва на остров Испаньола (днес Хаити и Доминиканска република).
- 1848 г. – Калифорнийска златна треска: В съобщение до Конгреса на САЩ американският президент Джеймс Полк потвърждава, че в Калифорния е открито голямо количество злато.
- 1882 г. – Създаден е шведски футболен отбор Йефле ИФ.
- 1916 г. – Първата световна война: Части от български военни подразделения влизат в столицата на Румъния — Букурещ.

- 1931 г. – Взривена е църквата Христос Спасител в Москва.
- 1933 г. – В САЩ официално е отменен сухият режим.
- 1936 г. – Съветския съюз приема нова конституция (известна като "Сталинска") и Киргизката Съветска Социалистическа Република е включена в състава на  Съюзните републики на СССР.
- 1936 г. – Създадена е Автономната съветска социалистическа република Коми, просъществувала до 1991 г.
- 1936 г. – Създадена е Марийската автономна съветска социалистическа република.
- 1941 г. – Втората световна война: Битка при Москва: Червената армия започва контраофанзива срещу нацистките сили по нареждане на генерал Георгий Жуков.
- 1949 г. – Йерусалим е провъзгласен за столица на новата държава Израел.
- 1975 г. – В София е открит голям комплекс студентски общежития, известен като Студентския град.
- 1977 г. – В България е възстановена общината като селищна система.
- 1990 г. – Ислямски водачи призовават да бъде наказан със смърт британският поет от индийски произход Салман Рушди за неговата книга Сатанински строфи.
- 1995 г. – Самолетът при полет A-56 на „Азербайджан Еърлайнс“ се разбива близо до летище „Нахичеван“, Нахичеван, Азербайджан и убива 52 души.
- 1999 г. – Официално е открита отсечка от автомагистрала Хемус, заобикаляща Правец.
- 2005 г. – Във Великобритания са узаконени еднополовите бракове.

## Родени
- 1443 г. — Юлий II, римски папа († 1513 г.)
- 1782 г. — Мартин Ван Бурен, 8-ми президент на САЩ († 1862 г.)
- 1803 г. — Фьодор Тютчев, руски поет († 1873 г.)
- 1813 г. — Генадий Невелской, руски изследовател († 1876 г.)
- 1839 г. — Джордж Армстронг Къстър, американски военен († 1876 г.)
- 1856 г. — Димитър Мишев, български политик († 1932 г.)
- 1861 г. — Константин Коровин, руски художник († 1939 г.)
- 1867 г. — Йозеф Пилсудски, полски революционер и държавник — президент († 1935 г.)
- 1880 г. — Иван Цибулка, чешки виолончелист († 1943 г.)
- 1884 г. — Александър Греков, български политик († 1922 г.)
- 1887 г. — Никола Арнаудов, български ботаник и физиолог († 1961 г.)
- 1890 г. — Фриц Ланг, австрийски режисьор († 1976 г.)
- 1901 г. — Вернер Хайзенберг, германски физик, Нобелов лауреат през 1933 г. († 1976 г.)
- 1901 г. — Уолт Дисни, американски продуцент на анимационни филми († 1966 г.)
- 1903 г. — Сесил Франк Поуел, британски физик, Нобелов лауреат през 1950 г. († 1969 г.)
- 1911 г. — Владислав Шпилман, пианист и композитор († 2000 г.)
- 1917 г. — Илия Минев, български антикомунист († 2000 г.)
- 1924 г. — Георги Ганзовски, икономист от Република Македония
- 1925 г. — Анастасио Сомоса Дебайле, никарагуански диктатор († 1980 г.)
- 1927 г. — Рама IX, крал на Тайланд
- 1932 г. — Литъл Ричард, американски рок-музикант — певец и пианист
- 1932 г. — Шелдън Глашоу, американски физик Нобелов лауреат през 1969 г.
- 1938 г. — Джей Джей Кейл, американски музикант († 2013 г.)
- 1944 г. — Бойка Присадова, българска народна певица, диригент и педагог
- 1945 г. — Моше Кацав, президент на Израел
- 1946 г. — Хосе Карерас, испански оперен певец — тенор
- 1948 г. — Кунка Желязкова, българска народна певица
- 1951 г. — Александър Василевски, македонски дипломат
- 1952 г. — Алан Симонсен, датски футболист и треньор
- 1952 г. — Стоян Сталев, български юрист и дипломат
- 1956 г. — Кристиан Цимерман, полски пианист и диригент
- 1962 г. — Нихат Кабил, български политик
- 1963 г. — Екстра Нина, българска поп-фолк певица
- 1966 г. — Патрисия Каас, френска певица
- 1967 г. — Константин Асен Сакскобургготски, български княз, син на Симеон II
- 1968 г. — Димитър Гюджеменов, български футболист
- 1970 г. — Марко Сааресто, финландски певец Poets of the fall
- 1973 г. — Софи Маринова, българска певица
- 1975 г. — Рони О'Съливан, английски играч на снукър
- 1976 г. — Вероника, българска поп-фолк певица
- 1983 г. — Нели Петкова, българска певица
- 1985 г. — Франки Мюниц, американски актьор
- 1989 г. — Куон Юри, корейска певица
- 1984 г. --- Богдан Илиев ел.техник
- 1999 г - - - Кристиян Бачев, таксиметров шофьор

## Починали
- 1560 г. — Франсоа II, крал на Франция (* 1544 г.)
- 1791 г. — Волфганг Амадеус Моцарт, австрийски композитор (* 1756 г.)
- 1870 г. — Александър Дюма — баща, френски писател (* 1802 г.)
- 1891 г. — Педро II, втори и последен император на Бразилия (* 1824 г.)
- 1916 г. — Ханс Рихтер, австроунгарски композитор (* 1843 г.)
- 1917 г. — Георги Стоянов, български поет (* 1874 г.)
- 1918 г. — Йозеф Хохола, чешки капелмайстор (* 1845 г.)
- 1925 г. — Владислав Реймонт, полски писател, Нобелов лауреат през 1924 г. (* 1867 г.)
- 1926 г. — Клод Моне, френски художник (* 1840 г.)
- 1938 г. — Тома Пожарлиев, български революционер (* 1870 г.)
- 1950 г. — Шри Ауробиндо, революционер, философ, писател и духовен учител (* 1872 г.)
- 1969 г. — Алис Батенберг, английска принцеса (* 1885 г.)
- 1977 г. — Александър Василевски, съветски военачалник, маршал (* 1895 г.)
- 1993 г. — Евгений Габрилович, руски сценарист (* 1899 г.)
- 2002 г. — Симеон Стоянов, български поет (* 1937 г.)
- 2002 г. — У Не Вин, политически деятел на Мианмар (* 1910 г.)
- 2007 г. — Карлхайнц Щокхаузен, немски композитор (* 1928 г.)
- 2008 г. — Алексий ІІ, руски патриарх (* 1929 г.)
- 2009 г. — Свами Сатянанда,  индийски гуру (* 1923 г.)
- 2012 г. — Дейв Брубек, американски джаз пианист и композитор (* 1920 г.)
- 2012 г. — Оскар Нимайер, бразилски архитект (* 1907 г.)
- 2013 г. — Нелсън Мандела, южноафрикански политик (* 1918 г.)

## Празници
- ООН — Международен ден на доброволеца
- Хаити — Ден на откриването на острова (от Христофор Колумб, 1492 г.)
- Тайланд — Рожден ден на краля (1927 г., национален празник) и Ден на бащата